# いきものがかりのgarden★party
いきものがかりのgarden★party（いきものがかりのガーデン・パーティー）は、2011年10月1日から2019年7月5日まで日本のJFN系列各局で放送されていた、いきものがかりがDJ（パーソナリティ）を務めるラジオ番組。JFNCが制作していた。
2017年1月から「放牧」と表現されたいきものがかりのグループとしての活動休止期間に入ったため、水野1人で放送されることになった。2018年11月から、「集牧」と表現し、活動休止期間を終え、吉岡聖恵、水野良樹、山下穂尊の3人での放送が始まった。
タイトルの「garden★party」は、結成当時水野と山下の男性2人組で活動していたいきものがかりに吉岡が加入して現在の男女3人組になった時に改名を検討しており、その際に水野が提案したバンド名候補の1つである。
新聞各紙の番組表では、「いきものがかり」または「ガーデン」と表記される場合がある。
2019年7月5日をもって放送を終了した。後継の番組として『いきものがかり吉岡聖恵のうたいろRadio』が同様の時間帯で放送されている。

## コーナー
お題トーク
与えられたテーマを元にトークを展開する。
あらかじめテーマが書かれた紙（いきなりペーパー）が用意されており、2回目からはパーティーゲーム「番犬ガオガオ」（番組内では「ガオガオ先生」と呼ばれていた）を使用し、ガオガオに吠えられた人がトークを行っていた。2013年4月からは番犬ガオガオに代わって「黒ひげ危機一発」（番組内では「ひげじい」と呼ばれている）を使用し、ひげじいを飛び出させた人がトークを行っている。さらに、2015年2月の放送からは、二代目「黒ひげ危機一髪」(番組内では、「ひげお」と呼ばれている)を使用。また、この2月の放送で、「ひげじい」の名字が「野口」であることが判明した。
2016年10月で、2代目ひげおの出演が終了し、新キャラクターのがちゃおが3代目として出ている。
クイズ
与えられたテーマに関するクイズを行なう。
出題や回答はメンバー内で持ち回りとなっているが、最近は水野が出題をするケースが多い。
なんでもランキング
与えられたテーマに基づくランキングを元にトークを展開する。
リスナーからのお便り
リスナーからのお便りを読み、その内容に対してメンバーがトークをしていく。
この番組では基本的にいきものがかりの曲のみがかかる。

## ネット局/放送時間
JFN加盟38局のうち全国29局がネットする。25分の地域は降りコメントを挿入して終了。放送時間はすべてJST。2019年5月現在。
| 放送対象地域   | 放送局                  | 放送曜日 | 放送時間    | 放送開始時期      | 備考           |
| -------------- | ----------------------- | -------- | ----------- | ----------------- | -------------- |
| 青森県         | FM青森                  | 毎週土曜 | 17:00-17:30 | 2011年10月        | [ 3 ]          |
| 岩手県         | FM岩手                  | 毎週日曜 | 18:30-19:00 | 2011年10月        |                |
| 秋田県         | FM秋田                  | 毎週土曜 | 20:00-20:30 | 2011年10月        |                |
| 宮城県         | Date fm                 | 毎週土曜 | 26:00-26:30 | 2014年10月        |                |
| 山形県         | Rhythm Station          | 毎週土曜 | 19:30-20:00 | 2011年10月        |                |
| 福島県         | ふくしまFM              | 毎週金曜 | 21:30-21:55 | 2011年10月        | 短縮バージョン |
| 群馬県         | FMぐんま                | 毎週火曜 | 15:30-15:55 | 2019年4月より再開 | 短縮バージョン |
| 栃木県         | RADIO BERRY             | 毎週金曜 | 20:30-20:55 | 2019年4月より再開 | 短縮バージョン |
| 新潟県         | FM NIIGATA              | 毎週木曜 | 21:00-21:30 | 2011年10月        | [ 4 ]          |
| 長野県         | FM長野                  | 毎週土曜 | 26:00-26:30 | 2011年10月        |                |
| 富山県         | FMとやま                | 毎週火曜 | 21:10-21:40 | 2011年10月        |                |
| 石川県         | HELLO FIVE              | 毎週金曜 | 20:00-20:30 | 2012年1月         |                |
| 愛知県         | @FM[FM AICHI]           | 毎週土曜 | 5:00-5:30   | 2011年10月        |                |
| 岐阜県         | FMGIFU                  | 毎週日曜 | 18:00-18:30 | 2011年10月        |                |
| 三重県         | レディオキューブ FM三重 | 毎週水曜 | 20:00-20:30 | 2011年10月        |                |
| 滋賀県         | e-radio                 | 毎週水曜 | 20:30-20:55 | 2011年10月        | 短縮バージョン |
| 大阪府         | FM OSAKA                | 毎週木曜 | 05:00-05:30 | 2011年10月        |                |
| 兵庫県         | Kiss FM KOBE            | 毎週土曜 | 18:30-18:55 | 2014年10月        | 短縮バージョン |
| 岡山県         | FM岡山                  | 毎週日曜 | 22:00-22:30 | 2011年10月        |                |
| 広島県         | HFM                     | 毎週日曜 | 18:00-18:30 | 2011年10月        |                |
| 鳥取県・島根県 | V-air                   | 毎週水曜 | 20:00-20:30 | 2011年10月        |                |
| 山口県         | FMY                     | 毎週土曜 | 19:00-19:30 | 2011年10月        |                |
| 徳島県         | FM徳島                  | 毎週水曜 | 21:30-21:55 | 2011年10月        | 短縮バージョン |
| 香川県         | FM香川                  | 毎週日曜 | 26:00-26:30 | 2011年10月        |                |
| 高知県         | Hi-Six                  | 毎週土曜 | 9:00-9:30   | 2011年10月        | [ 7 ]          |
| 佐賀県         | FMS                     | 毎週日曜 | 22:00-22:30 | 2011年10月        |                |
| 長崎県         | fm nagasaki             | 毎週日曜 | 22:00-22:30 | 2011年10月        |                |
| 熊本県         | エフエム・クマモト      | 毎週日曜 | 18:30-18:55 | 2011年12月        | 短縮バージョン |
| 大分県         | エフエム大分            | 毎週土曜 | 12:30-12:55 | 2019年4月より再開 | 短縮バージョン |